# 鸡眼藤
鸡眼藤（学名：Morinda parvifolia）为茜草科巴戟天属下的一个种。

## 扩展阅读
- 維基物種上的相關：鸡眼藤
- 维基共享资源上的相關多媒體資源：鸡眼藤